# سومفي
سومفي هي مجموعة شركات فرنسية تأسست عام 1969 م، وهي واحدة من أكبر الشركات المصنعة والموردة لأجهزة التحكم والمحركات لبوابات الدخول وأبواب الجراج والستائر والمظلات .  تنتج مجموعة شركات سومفي أيضًا منتجات أتمتة منزلية أخرى مثل أجهزة الأمان. 
سومفي هي عضو في لجان التشغيل الآلي للمنزل (ماتتر و ثريد جروب و كونيكتفيتي ستاندرد أليانس) .